# 伊安瓜斯德埃雷斯马
伊安瓜斯德埃雷斯马，是西班牙卡斯蒂利亚-莱昂塞戈维亚省的一个市镇。 总面积24平方公里，总人口191人（2001年），人口密度8人/平方公里。